# Devade mongolica
Devade mongolica är en spindelart som beskrevs av Sergei L. Esyunin och Yuri M. Marusik 200. Devade mongolica ingår i släktet Devade och familjen kardarspindlar.
Artens utbredningsområde är Mongoliet. Inga underarter finns listade i Catalogue of Life.